# Glaucopsyche punctata
Glaucopsyche punctata är en fjärilsart som beskrevs av Gouin 1904. Glaucopsyche punctata ingår i släktet Glaucopsyche och familjen juvelvingar. Inga underarter finns listade i Catalogue of Life.